# Faverolles-lès-Lucey
Faverolles-lès-Lucey is een gemeente in het Franse departement Côte-d'Or (regio Bourgogne-Franche-Comté) en telt 35 inwoners (2009). De plaats maakt deel uit van het arrondissement Montbard.

## Geografie
De oppervlakte van Faverolles-lès-Lucey bedraagt 8,5 km², de bevolkingsdichtheid is dus 4,1 inwoners per km².
De onderstaande kaart toont de ligging van Faverolles-lès-Lucey met de belangrijkste infrastructuur en aangrenzende gemeenten.

## Demografie
Onderstaande figuur toont het verloop van het inwonertal (bron: INSEE-tellingen).